# Мошасук
Мошасук (англ. Moshassuck River) — река в США, протекающая на территории Род-Айленда. Длина реки — 14,3 км. Исток расположен около Линкольна (Род-Айленд), далее впадает в реку Провиденс (залив Наррагансетт; около города Провиденса). Вдоль реки 6 плотин.

## История

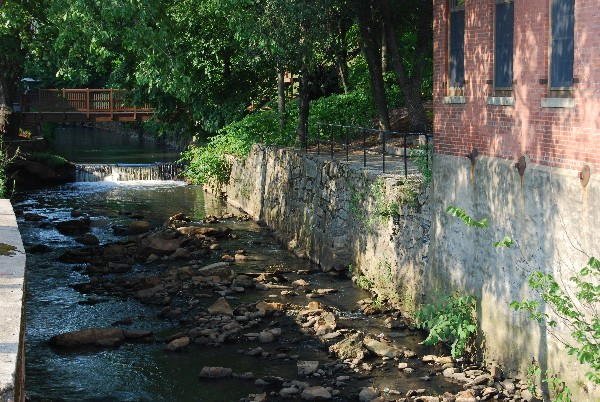
Река Мошасук

Название Мошасук было дано наррагансеттами и означало «река, где поят лосей». Во время промышленной революции вдоль реки строились фабрики и соединялись с рекой Блэкстон. В XX веке в южной части Мошасук располагались текстильные предприятия. В сегодняшние дни эти здания используются под торговые и офисные помещения.
К середине XIX века река стала настолько загрязнённой, что туда сбрасывались и промышленные, и человеческие отходы, что привело к вспышке холеры в Род-Айленде. Первая попытка очистки была предпринята в 1897 году строительством канализации.
По состоянию на 2005 год река занимается второе место по уровню содержания фекальных энтеробактерий среди рек Род-Айленда.

## Притоки
Мошасук имеет лишь один именной приток — Вест-Ривер. Остальные считаются неназванными.